# Арутюнян, Ашот Михайлович
Ашот Михайлович Арутюнян (род. 1 июня 1956, Ереван) — советский и украинский художник, фотограф, дизайнер, книгоиздатель. Заслуженный деятель искусств Украины.

## Биография
Ашот Арутюнян родился 1 июня 1956 года в Ереване. В Ереване окончил художественную школу, а затем и Криворожское авиаучилище спецслужб. Затем в 1977 году переехал в Киев и окончил Киевский театральный институт имени И.Карпенко-Карого.
Художник много лет работал в столичных кинотеатрах «Кинопанорама» и «Киев» - создавал афиши с необычными для тех времен элементами в стиле сюрреализма, которые были изюминкой кинотеатра и ими любовались все киноманы Киева. Ашот также рисовал афиши для объединения «Кинопрокат», киноплакаты и политические плакаты для В/О «Совэкспортфильм». Неоднократно художник-оформитель Ашот Арутюнян принимал участие в разных международных конкурсах плаката, часто о его нестандартных афишах журналисты писали статьи в газетах, снимали телепрограммы. В то время плакаты не печатались в типографиях, а рисовались художниками от руки. Каждая афиша Ашота была уникальным произведением искусства - с портретами знаменитых актеров и фрагментами из сюжетов фильмов, и не удивительно, что их часто воровали со стендов...
В 1987 году Ашот открыл первое в Украине и второе в СССР частное кооперативное рекламное агентство «Ракурс». Впервые Ашот разместил рекламу напитка «Пепси-колы» на общественном транспорте, на мостах, на здании ЦУМа, и в 1989 году вывесил первый биллборд возле кинотеатра «Дружба» на ул. Крещатик в Киеве.
После поездки в США в 1993 году Ашот открыл ресторан премиум-класса «Наполеон», вдохновившись посещением американского ресторана одного рекламного агентства. Ресторан «Наполеон» располагался в центре города Киеве на ул. Шота Руставели. Ресторан стал статусным местом и был популярным среди представителей украинской «буржуазии» и культурной богемы, которая зарождалась в то время в Украине после распада СССР. Ашот воссоздал в залах ресторана атмосферу эпохи Наполеона – бархат, мрамор, картины, дорогая посуда, камзолы персонала и изысканные блюда. Жизнь этого шикарного ресторана в стиле имперского великолепия завершилась в период бандитских разборок и передела собственности. В память о ресторане у художника дома остался мини-музей Наполеона, где хранятся медали, сабли, уцелевший фарфор и великолепный портрет императора Наполеона, который для ресторана художник писал сам.
С 1997 года Ашот Арутюнян начал издательскую деятельность. В тот период в Украине книгоиздание пришло в упадок. Ашот накопил много идей для создания фотоальбомов, в которых показывал жизнь известных людей в фотографиях (космонавт Каденюк Л., президент Кучма Л. И др.), историю национальных учебных заведений (КНУ им. Т. Шевченко), исторические события Второй мировой войны и революционные события в Украине 2005 года, историю и красоту Киева и Украины, живописную природу и архитектуру страны.
Художник Ашот Арутюнян большую часть своей жизни живет в Украине, любит Киев и увлечен его историей. Он посвятил любимому городу  4 авторских фотоальбомах, где собрал уникальные архивные фотографии. На страницах книг Ашота о Киеве читатель сможет увидеть историю и архитектуру старого Киева, которая уже безвозвратно потеряна.
В 2013 году с началом акций протеста и революционных событий Евромайдана Ашот начинает работу над серией тематических картин «Улыбайтесь, господа!». В октябре 2014 года художник провел выставку "ПТН ПНХ". На своих полотнах Ашот через художественную метафору и аллегорию изображает политические проблемы времени, снимает маски со многих персонажей, с иронией и сарказмом показывает отношения и события, происходящие в правящих кругах.
В настоящее время художник занимается исключительно живописью, создает тематические картины, портреты, пейзажи, натюрморты маслом. Особенностью картин Ашота является талант художника с фотографической точностью передавать черты лица, изображать тонкости интерьера, предметов и живо передавать на полотне красоту природы. Чтобы искусство было близко каждому человеку, Ашот выполняет портреты на заказ, делает картины на подарок к торжественным семейным событиям. Если заказчики обращаются с просьбой создать портреты членов семьи для начала фамильной портретной галереи, родового дерева, то художник берется за выполнение портрета по старым фото с дополнением историческими деталями, костюмами эпохи.
В 2018 году художник начал работать над серией картин «Героям слава!», посвященным бойцам АТО – героям войны, которые ценой своей жизни защищают страну от российской вооруженной агрессии на востоке Украины.
В мечтах и планах художника создание частной галереи, где посетители смогли бы увидеть картины вживую и пообщаться с самим художником.   

## Книги
- «Мальовнична Україна» (1997)
- «Леонід Кучма. Президент України» (1998)
- "Леонід Каденюк: «Я твій син, Україно!» (1998)
- «Ливия» (1999)
- «Київ» (2000)
- «Київ вчора і сьогодні» (2002)
- «Леонід Кучма» (2003)
- «Київський Національний університет імені Тараса Шевченка» (2004)
- «Киев на старой почтовой открытке» (2005)
- «Маріїнський палац у Києві» (2005)
- «Старий Київ» (2005)
- «Так, Україна!» (2005)
- «Виктор Черномырдин. Пять лет в Украине» (2006)
- «Вікопомний подвиг» (2006)
- «Страна, которой нет…» (2007)
- «Киев в XX веке» (2008).

## Персональные выставки
В 2014 году прошла персональная выставка Ашота под названием «ПТН ПНХ». На одном из полотен мастера запечатлена памятная драка в Раде, которая произошла в декабре 2012 года.